# Озеро Мічиган-Гурон
Озеро Мічиган-Гурон — акваторія, що поєднує в собі озера Мічиган і Гурон, що з’єднані між собою протокою Макінак завширшки 8,0 км, завглибшки 90 м. 
Гурон і Мічиган є гідрологічно єдиним озером, оскільки потік води через протоки підтримує рівні води в них у загальній рівновазі. 
Хоча потік, як правило, спрямований на схід, вода рухається в будь-якому напрямку залежно від місцевих умов. У сукупності озеро Мічиган-Гурон є найбільшим за площею прісноводним озером у світі. 

Проте Верхнє озеро більше, ніж кожне з них окремо, і тому вважається найбільшим озером, якщо розглядати озера Гурон і Мічиган окремо.

## Геологічна історія
Під час останнього льодовикового періоду розміри та зв’язок двох озерних басейнів різко змінювалися з часом. Послідовні просування та відступи Лаврентійського льодовикового щита неодноразово відкривали та загороджували різне можливе скидання води з цього терену, а також забезпечували різко різну кількість талої води в систему. 
Численні передльодовикові озера утворилися в різних місцях і конфігураціях у міру просування та відступу льодовикового покриву. 

У різні часи те, що зараз називається Мічиган-Гурон, було чітко розділене на два або більше озер, а в інші часи було частиною одного, глибшого озера.

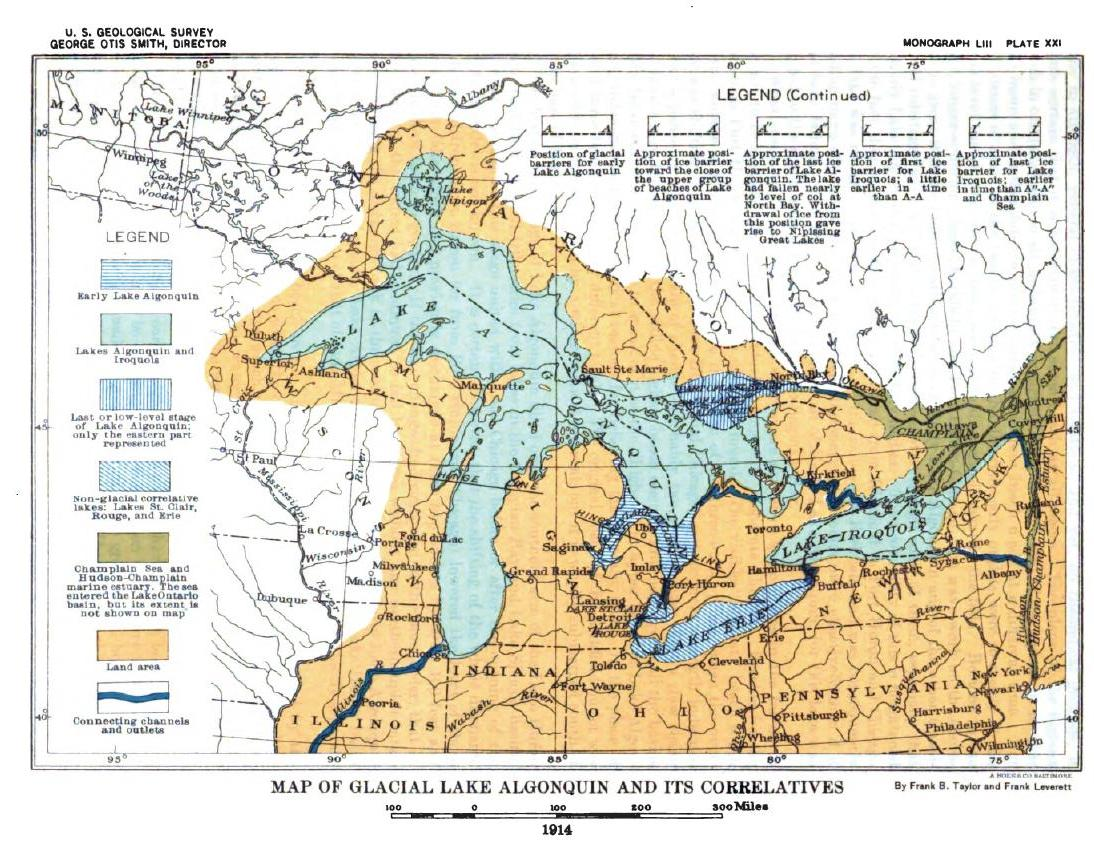
Льодовикове озеро Алгонкін та його складові, приблизно 11 000 років тому

Приблизно 9000 років тому, коли льодовиковий покрив відступав, сучасні озера Гурон, Мічиган і більша частина Верхнього були єдиним озером, відомим геологам як озеро Алгонквін. 
Льодовикові щити загородили озеро Алгонквін на північному сході. 
 
До цього озеро Чикаго займало південний край басейну озера Мічиган, на південному кінці льодовикового щита. 
Озера Алгонквін і Чикаго скидали воду на південь у вододіл річки Міссісіпі. 
 
Приблизно 9500 років тому нові шляхи, що дренують систему на схід, були відкриті внаслідок відступу льоду, і передльодовикове озеро Стенлі (попередник озера Гурон) було відділене від передльодовикового озера Чиппева (попередник озера Мічиган), з озером Чиппева на дещо вищому рівні. 
Вони були з'єднані нині затопленим каналом Макінак, який впадав в озеро Стенлі через водоспад Макінак. 
.
 
Постійна зміна рельєфу післяльодовиковим відскоком через відступ льодовика продовжувало змінювати дренажну структуру регіону, дозволяючи возз’єднати всі три басейни (Верхній, Мічиганський і Гуронський) як Великі озера Ніпіссінг. Ймовірно, ця система була стабільною протягом понад 1000 років і закінчилася лише тоді, коли озерні витоки, крім річки Сент-Клер були зрізані близько 4000 років тому. 
Сучасна конфігурація озер відображає останній крок у довгій історії їх післяльодовикової еволюції. 

## Батиметрія та гідрологія
Сполучення між озерами Мічиган і Гурон через протоку Макінак має ширину 8 км 
 
і глибину до 37 м. 
 
Ця глибина порівнюється з максимальною глибиною 229 м в озері Гурон і 281 м в озері Мічиган. 
Попри те, що протоки створюють виразне вузьке місце в контурах берегової лінії та значне звуження місцевої батиметрії, визначаючи два різних басейни, вони все ще досить глибокі та широкі, щоб забезпечити вільний обмін водою між двома акваторіями. 
Через зв’язок через протоки озера Мічиган і Гурон мають однаковий середній рівень води (у червні 2015 року він становив 177 м). 
Найбільшою притокою системи є річка Сент-Мері з озера Верхнє, а основним відтоком є річка Сент-Клер до озера Ері; обидва належать басейну озера Гурон. 

Комбінований вплив сейш (резонансних стоячих хвиль) 

і різних погодних умов (атмосферний тиск, вітер) 
 
над кожним басейном впливає на переміщення води через протоки за різними характеристиками часові масштаби, при кількості, яка іноді перевищує 75 000 м³/с протягом кількох годин у будь-якому напрямку. 
.
Проте довгостроковий середній потік через протоки становить 1500–2000 м³/с на схід у напрямку до витоку річки Сент-Клер. 
 
Приток в систему з Верхнього озера контролюються двонаціональною Радою з контролю Верхнього озера через роботу шлюзів і каналів. 